# Violent Femmes
Die Violent Femmes [IPA: ˈvaɪələnt fəms] sind eine seit Anfang der 1980er mit einigen Unterbrechungen bis heute bestehende US-amerikanische Folk-Punk-Band aus Milwaukee. Unter ihre Musik mischen sich Elemente der amerikanischen Rootsmusik, des Blues, des Jazz und der Rockmusik, unter ihre Texte Sarkasmus und Spirituelles. Ihre ständigen Mitglieder sind Sänger und Gitarrist Gordon Gano und Bassist Brian Ritchie.

## Bandgeschichte
Die Band wurde 1981 von Gordon Gano (Gesang, Gitarre, Banjo), Brian Ritchie (Gesang, Akustik- und E-Bassgitarre) und Victor DeLorenzo (Schlagzeug) in Milwaukee gegründet. Ritchie spielte in einer Band namens Ruthless Acoustics, der zuvor schon DeLorenzo angehört hatte und über den Ritchie als Musikjournalist schon sehr lobende Worte gefunden hatte. In einer Bar namens Harp lernten sie sich schließlich kennen und stellten gemeinsame musikalische Vorlieben fest. Zusammen spielten sie in Bands namens The Rhomboids, Hitler's Missing Teste und Trance and Dance und zu zweit unter dem Namen Violent Femmes.
Der widersprüchliche Bandname entstand aus einer Idee Ritchies: Aus violent, einem englischen Adjektiv für „brutal“ und dem Begriff femme (franz. „Frau“), der im Jargon von Milwaukee „Weichei“ bedeutete. Von einem Theaterbesitzer wurde ihnen Ritchie Gano empfohlen, ein „zu klein geratener Lou Reed-Imitator.“ Sie trafen sich bei Auftritten des jeweils anderen, und spielten spontan miteinander, ihr erstes gemeinsames Konzert improvisierten sie als Gordon Gano and the Violent Femmes plus Curtis. Chrissie Hynde und James Honeyman-Scott von den Pretenders entdeckten die Band bei einem Straßenkonzert vor dem Milwaukee Oriental Theatre und luden sie spontan als Vorband zu ihrem ausverkauften Konzert ein.

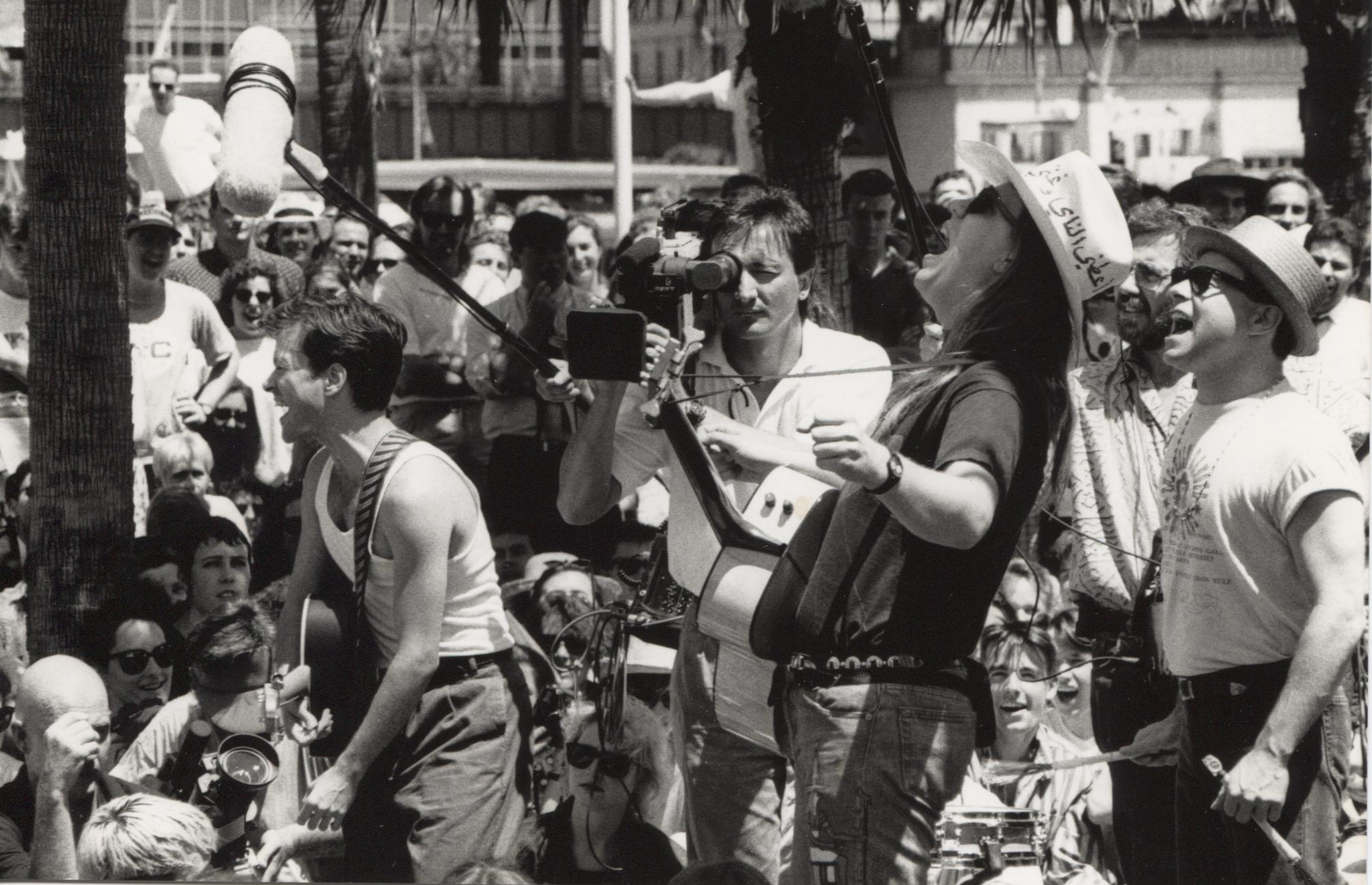
Violent Femmes 1990 am Sydney Opera House

 Violent Femmes unterschrieben bei Slash Records und veröffentlichten 1983 ihr autonymes Debüt, ein Folk-Punk-Album, dessen bitterer Ton vor allem Jugendliche erreichte. Nach acht Jahren erreichte das Album schließlich Platin-Status, inzwischen wird es als „historisch“ (landmark debut) bezeichnet und vom Rolling Stone auf Platz 22 der besten Debüt-Alben aller Zeiten geführt. Im 1984 veröffentlichten zweiten Album Hallowed Ground verarbeitete Gano zu traditionellerer Folk- und Country-Musik seine streng baptistische Erziehung. 1986, mit dem dritten Album, The Blind Leading the Naked, das von Jerry Harrison von den Talking Heads produziert wurde, näherten sie sich klanglich dem Massengeschmack, erreichten Platz 84 in den Billboard-Charts und landeten mit dem T. Rex-Cover Children of the Revolution sogar einen kleinen Hit.
Anschließend trennte sich die Band für einige Zeit, Gano nahm mit seinem Gospel-Nebenprojekt The Mercy Seat ein nach ihm selbst benanntes Album auf, und Ritchie veröffentlichte ebenfalls eine Reihe von Alben. 1989 veröffentlichten sie mit 3 wieder ein gemeinsames Album, das Platz 93 der Charts erreichte. Nach Veröffentlichung der Kompilation Add It Up (1981-1993) verließ DeLorenzo Violent Femmes um sich seiner Solo-Karriere zu widmen und wurde 1994 für New Times durch Guy Hoffman ersetzt, der zuvor für BoDeans gespielt hatte. New Times erreichte Platz 90 der Billboard Charts. Es folgten weitere Alben. 2001 eines, das sie zum ersten Mal ausschließlich digital veröffentlichten, mit Covern, Akustik-Live-Aufnahmen, alternativen Kompositionen und Demos. Im Jahr 1997 hatten sie außerdem einen musikalischen Auftritt in der Serie Sabrina – Total Verhext!.
2006 begannen sie mit einer Neujahrs-Show, in der alle drei ursprünglichen Mitglieder und Hoffman gemeinsam auftraten. 2007 reichte Ritchie Klage gegen Gano wegen der Zahlung von Royalties, fehlender Songwriting-Credits und der durch ihn nicht genehmigten Nutzung von Blister in the Sun – einem Lied, das vermutlich von Masturbation handelt – in einem Fernsehspot der Fastfood-Kette Wendy’s. Noch während des Verfahrens veröffentlichten Violent Femmes ein Cover der erfolgreichen Gnarls-Barkley-Single Crazy, die zuvor ihrerseits eine Soul-Version von Violent Femmes' Gone Daddy Gone veröffentlicht hatten. 2009 trennten sie sich schließlich wegen der anhaltenden Spannungen. 2012 einigten sich Gano und Ritchie außergerichtlich und 2013 folgte das Comeback. De Lorenzo verließ die Band jedoch nach zwei Monaten enttäuscht wieder und wurde durch Brian Viglione von den Dresden Dolls ersetzt.
2015 veröffentlichten Violent Femmes eine EP, ein Teaser für das Album We Can Do Anything, das am 4. März 2016 erschien.

## Bandmitglieder

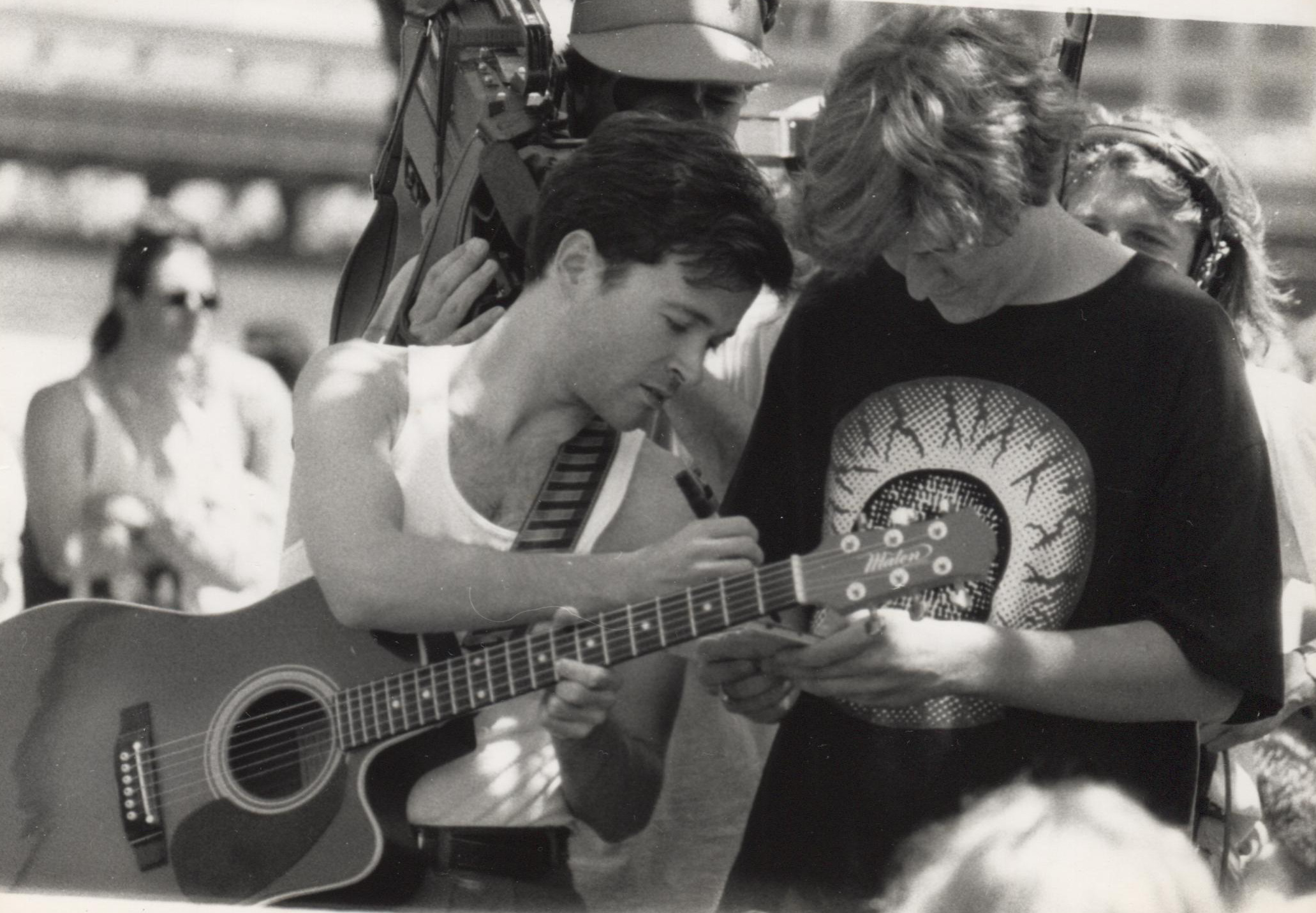
Gordon Gano
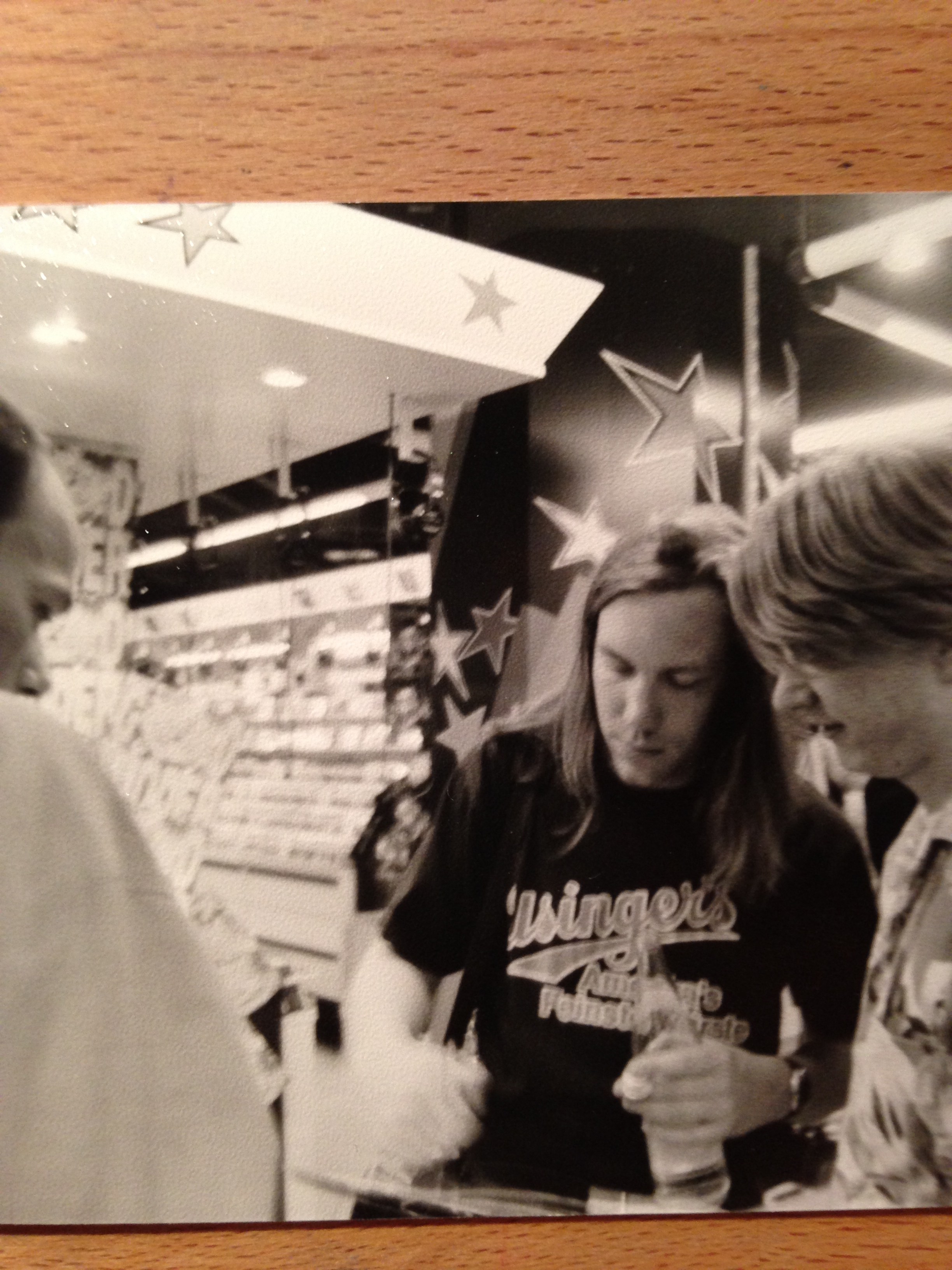
Brian Ritchie
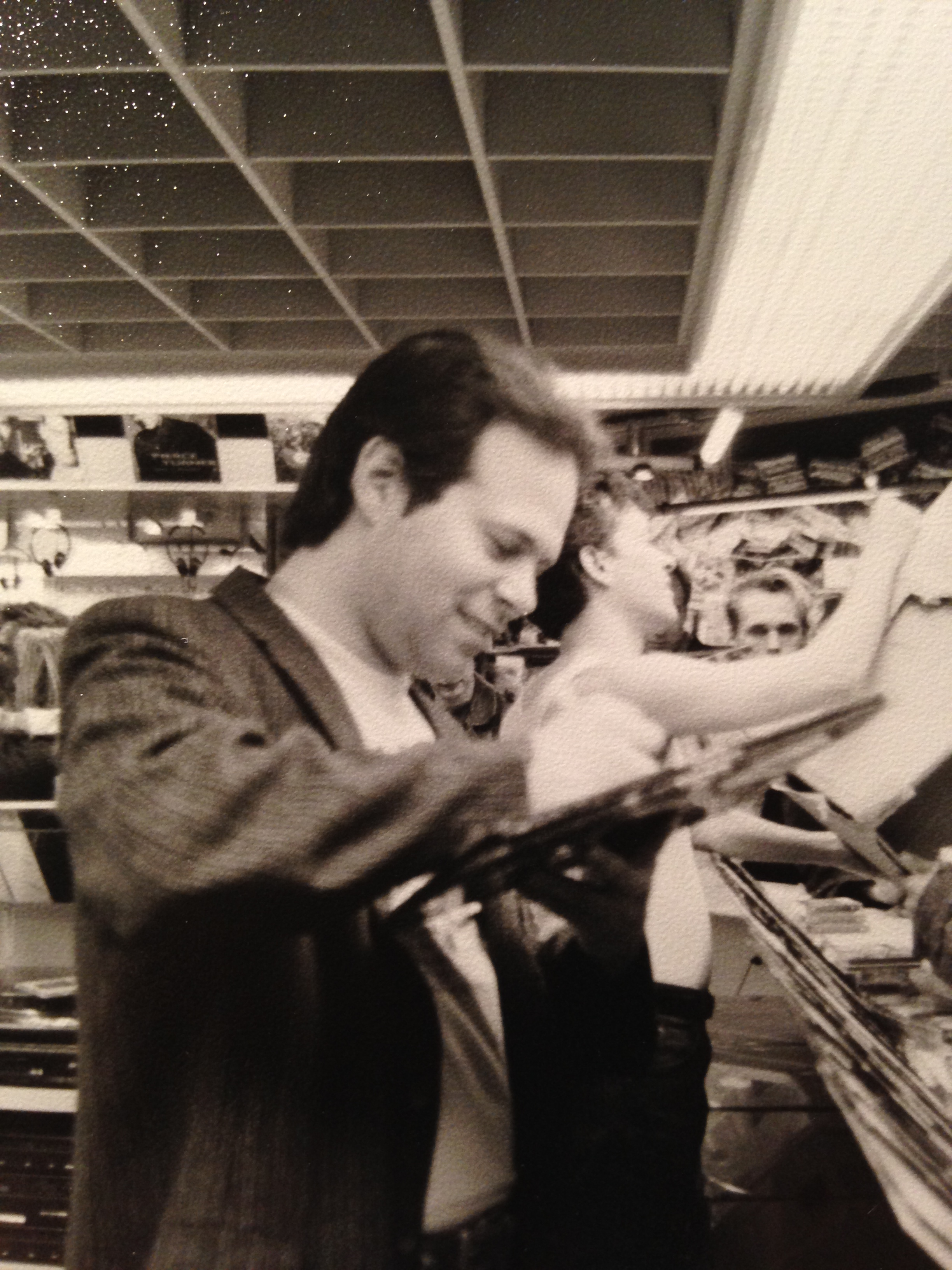
Victor De Lorenzo
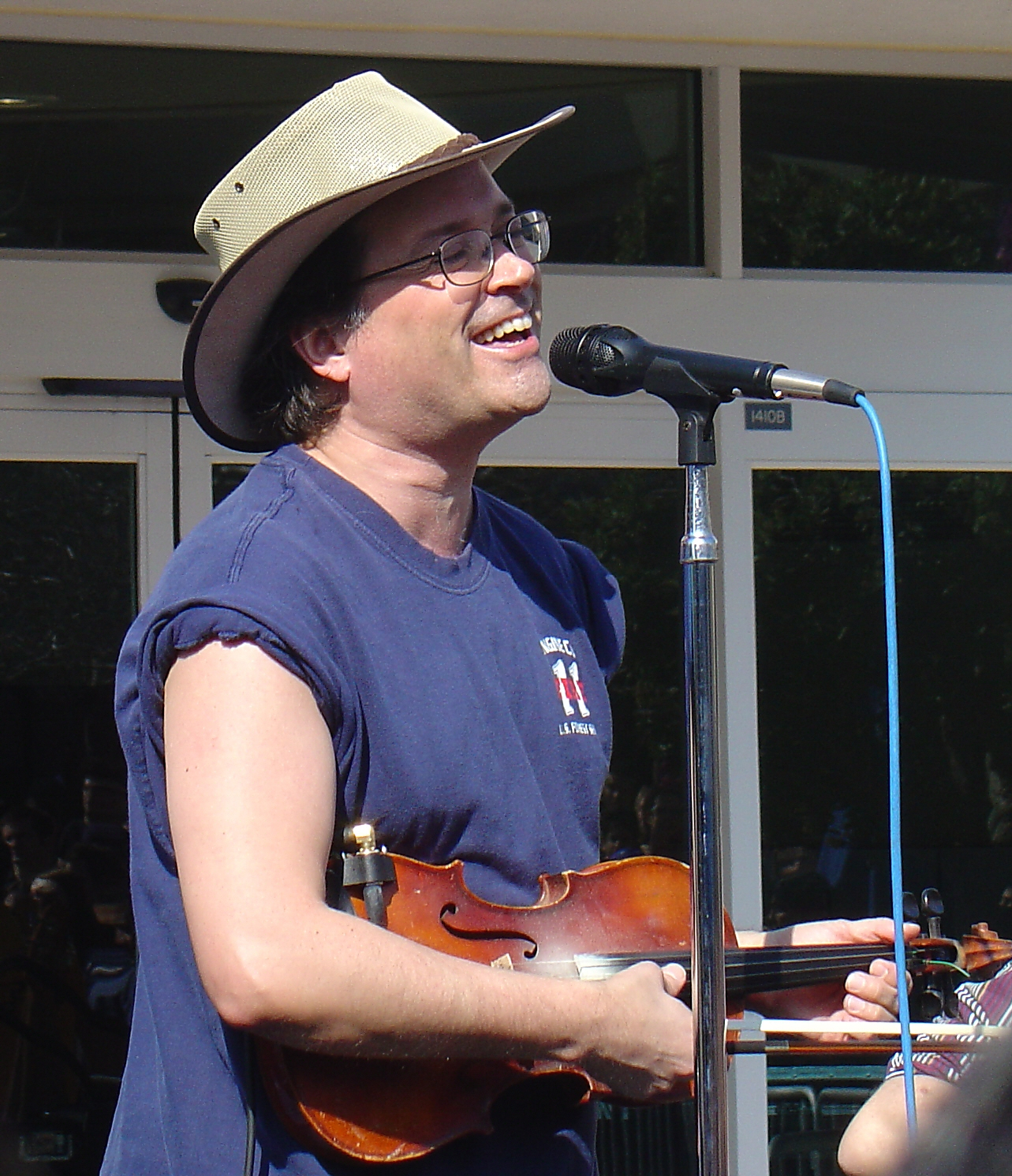
Gordon Gano, 2006
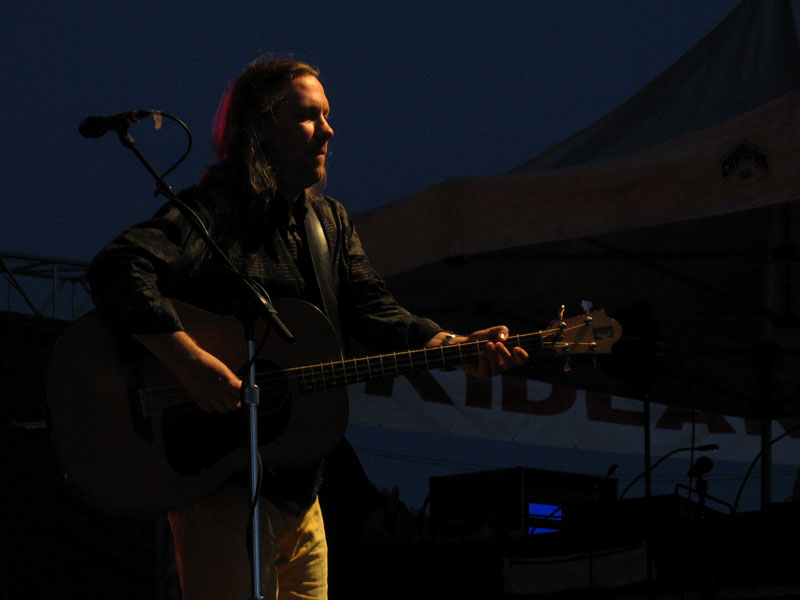
Brian Ritchie, 2006

## Diskografie

### Alben
| Jahr | Titel Musiklabel                  | Höchstplatzierung, Gesamtwochen, AuszeichnungChartplatzierungen (Jahr, Titel, Musiklabel, Platzierungen, Wochen, Auszeichnungen, Anmerkungen) | Höchstplatzierung, Gesamtwochen, AuszeichnungChartplatzierungen (Jahr, Titel, Musiklabel, Platzierungen, Wochen, Auszeichnungen, Anmerkungen) | Höchstplatzierung, Gesamtwochen, AuszeichnungChartplatzierungen (Jahr, Titel, Musiklabel, Platzierungen, Wochen, Auszeichnungen, Anmerkungen) | Anmerkungen                              |
| Jahr | Titel Musiklabel                  | DE | UK | US | Anmerkungen                              |
| ---- | --------------------------------- | --- | --- | --- | ---------------------------------------- |
| 1983 | Violent Femmes Slash              | — | — | US171 Platin · (7 Wo.)US | Erstveröffentlichung: 13. April 1983     |
| 1986 | The Blind Leading the Naked Slash | — | UK81 (1 Wo.)UK | US84 (24 Wo.)US |                                          |
| 1989 | 3 Slash                           | — | — | US93 (13 Wo.)US | Erstveröffentlichung: Januar 1989        |
| 1991 | Why Do Birds Sing? Slash          | DE67 (5 Wo.)DE | — | US141 (5 Wo.)US | Erstveröffentlichung: 30. April 1991     |
| 1993 | Add It Up (1981–1993) Slash       | — | — | US146 Gold · (3 Wo.)US | Erstveröffentlichung: 14. September 1993 |
| 1994 | New Times Elektra                 | DE95 (3 Wo.)DE | — | US90 (4 Wo.)US | Erstveröffentlichung: 17. Mai 1994       |
| 2016 | We Can Do Anything Pias           | — | — | US184 (1 Wo.)US | Erstveröffentlichung: 4. März 2016       |

Weitere Alben
- 1984: Hallowed Ground (Slash Records)
- 1990: Debacle: The First Decade (Liberation)
- 1995: Rock!!!!! (Mushroom)
- 1999: Viva! Wisconsin (Beyond)
- 2000: Freak Magnet (Beyond)
- 2001: Something’s Wrong (MP3)
- 2017: 2 Mics & The Truth: Unplugged & Unhinged In America (Pias)
- 2019: Hotel Last Resort (Pias/Rough Trade)[10]
- 2024: Violent Femmes (Deluxe Edition) (Concord/Universal)[11]

### Singles
- 1983: Blister In The Sun (UK: Silber)

## Auszeichnungen für Musikverkäufe
| Goldene Schallplatte - Australien - 2007: für das Album Add It Up (1981–1993) - Neuseeland - 1990: für das Album Debacle: The First Decade - 1993: für das Album Add It Up (1981–1993) | Platin-Schallplatte - Neuseeland - 1984: für das Album Violent Femmes - 2023: für die Single Blister In The Sun |

Anmerkung: Auszeichnungen in Ländern aus den Charttabellen bzw. Chartboxen sind in ebendiesen zu finden.
| Land/RegionAuszeichnungen für Musikverkäufe (Land/Region, Auszeichnungen, Verkäufe, Quellen) | Silber  | Gold     | Platin     | Verkäufe  | Quellen          |
| -------------------------------------------------------------------------------------------- | ------- | -------- | ---------- | --------- | ---------------- |
| Australien (ARIA)                                                                            | —       | Gold1    | —          | 35.000    | aria.com.au      |
| Neuseeland (RMNZ)                                                                            | —       | 2× Gold2 | 2× Platin2 | 67.500    | radioscope.co.nz |
| Vereinigte Staaten (RIAA)                                                                    | —       | Gold1    | Platin1    | 1.500.000 | riaa.com         |
| Vereinigtes Königreich (BPI)                                                                 | Silber1 | —        | —          | 200.000   | bpi.co.uk        |
| Insgesamt                                                                                    | Silber1 | 4× Gold4 | 3× Platin3 |           |                  |